# كرايغ بينغهام
كرايغ بينغهام (بالإنجليزية: Craig Bingham)‏ (22 ديسمبر 1979 في المملكة المتحدة - ) هو لاعب كرة قدم بريطاني في مركز الوسط. لعب مع نادي كلايد.

## وصلات خارجية
- كرايغ بينغهام على موقع Soccerbase.com (لاعب) (الإنجليزية)